# Turbina Francis

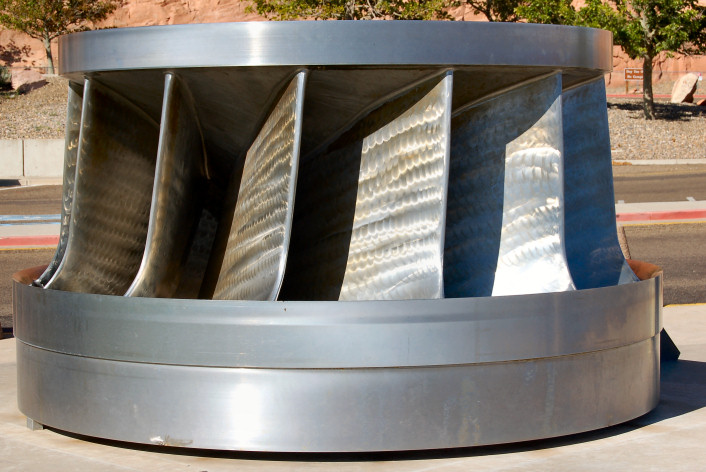
Rodete de una turbina Francis

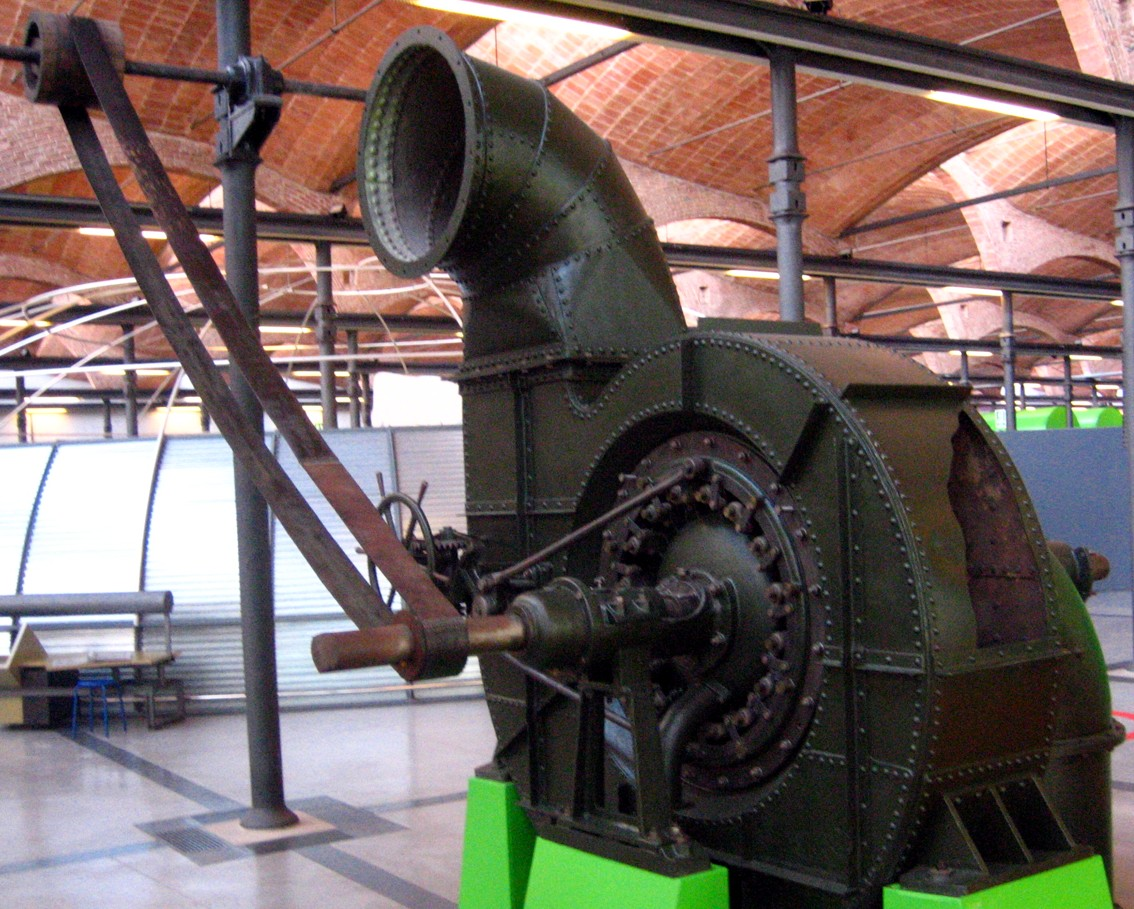
Primitiva turbina Francis

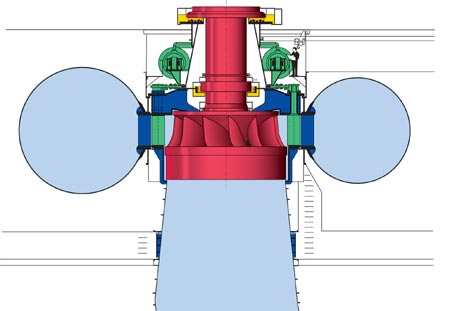
Vista lateral en corte de una turbina Francis vertical. Aquí el agua entra horizontalmente en un tubo en forma de espiral (caso caracol) envuelto alrededor del exterior del corredor rotante de la turbina y sale verticalmente hacia abajo a través del centro de la turbina.

La turbina Francis fue desarrollada por James B. Francis. Se trata de una turbomáquina motora a reacción y de flujo mixto.
Las turbinas Francis son turbinas hidráulicas que se pueden diseñar para un amplio rango de saltos y caudales, siendo capaces de operar en rangos de desnivel que van de los dos metros hasta varios cientos de metros. Esto, junto con su alta eficiencia, ha hecho que este tipo de turbina sea la más ampliamente usada en el mundo, principalmente para la producción de energía eléctrica en centrales hidroeléctricas.

## Desarrollo
Las norias y turbinas hidráulicas han sido usadas históricamente para accionar molinos de diversos tipos, aunque eran bastante ineficientes. En el siglo XIX las mejoras logradas en las turbinas hidráulicas permitieron que, allí donde se disponía de un salto de agua, pudiesen competir con la máquina de vapor.
En 1826, el ingeniero francés Benoît Fourneyron desarrolló una turbina de flujo externo de alta eficiencia (80%). El agua era dirigida tangencialmente a través del rodete de la turbina provocando su giro. Alrededor de 1820 Jean-Victor Poncelet diseñó una turbina de flujo interno que usaba los mismos principios, y S. B. Howd obtuvo en 1838 una patente en los EE. UU. para un diseño similar.
En 1848 James B. Francis mejoró estos diseños y desarrolló una turbina con el 90% de eficiencia. Aplicó principios y métodos de prueba científicos para producir la turbina más eficiente elaborada hasta la fecha. Más importante, sus métodos matemáticos y gráficos de cálculo mejoraron el nivel de desarrollo alcanzado (estado del arte) en lo referente al diseño e ingeniería de turbinas. Sus métodos analíticos permitieron diseños seguros de turbinas de alta eficiencia.

## Partes

### Cámara espiral
Tiene como función distribuir uniformemente el fluido en la entrada del rodete. La forma en espiral o caracol se debe a que la velocidad media del fluido debe permanecer constante en cada punto de la misma. La sección transversal de la misma puede ser rectangular o circular, siendo esta última la más utilizada.

### Predistribuidor
Está compuesto por álabes fijos que tienen una función netamente estructural, para mantener la estructura de la caja espiral y conferirle rigidez transversal, que además poseen una forma hidrodinámica para minimizar las pérdidas hidráulicas.

### Distribuidor
Es un órgano constituido por álabes móviles directores, cuya misión es dirigir convenientemente el agua hacia los álabes del rodete (fijos) y regular el caudal admitido, modificando de esta forma la potencia de la turbina de manera que se ajuste en lo posible a las variaciones de carga de la red eléctrica, a la vez de direccionar el fluido para mejorar el rendimiento de la máquina. Este recibe el nombre de distribuidor Fink.

### Rotor o rodete
Es el corazón de la turbina, ya que aquí tiene lugar el intercambio de energía entre la máquina y el fluido. En forma general, la energía del fluido al momento de pasar por el rodete es una suma de energía cinética, energía de presión y energía potencial. La turbina convierte esta energía en energía mecánica que se manifiesta en el giro del rodete. El rodete a su vez transmite esta energía por medio de un eje a un generador eléctrico dónde se realiza la conversión final en energía eléctrica. El rotor puede tener diversas formas dependiendo del número específico de revoluciones para el cual esté diseñada la máquina, que a su vez depende del salto hidráulico y del caudal de diseño.

### Tubo de aspiración
Es la salida de la turbina. Su función es darle continuidad al flujo y recuperar el salto perdido en las instalaciones que están por encima del nivel de agua a la salida. En general se construye en forma de difusor, para generar un efecto de aspiración, el cual recupera parte de la energía

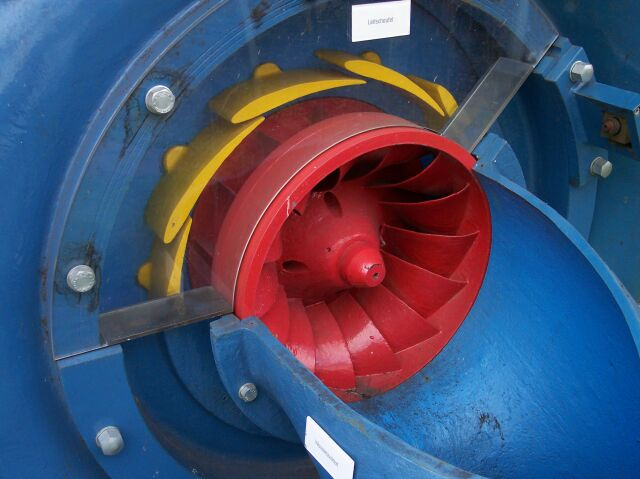
Álabes directores (en color amarillo) configurados para mínimo caudal (vista interior).
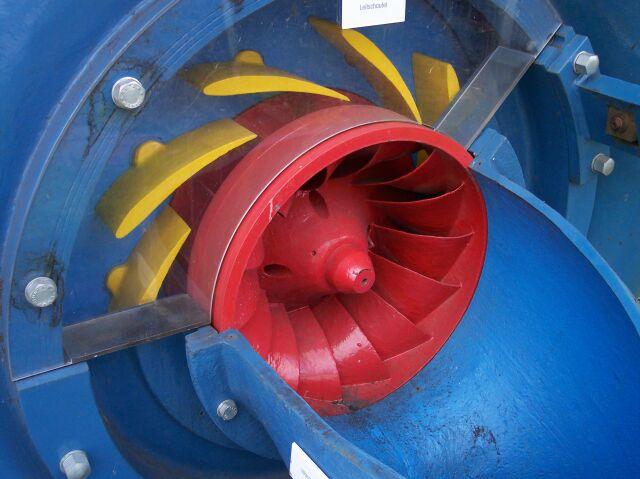
Álabes directores (en color amarillo) configurados para máximo caudal (vista interior).
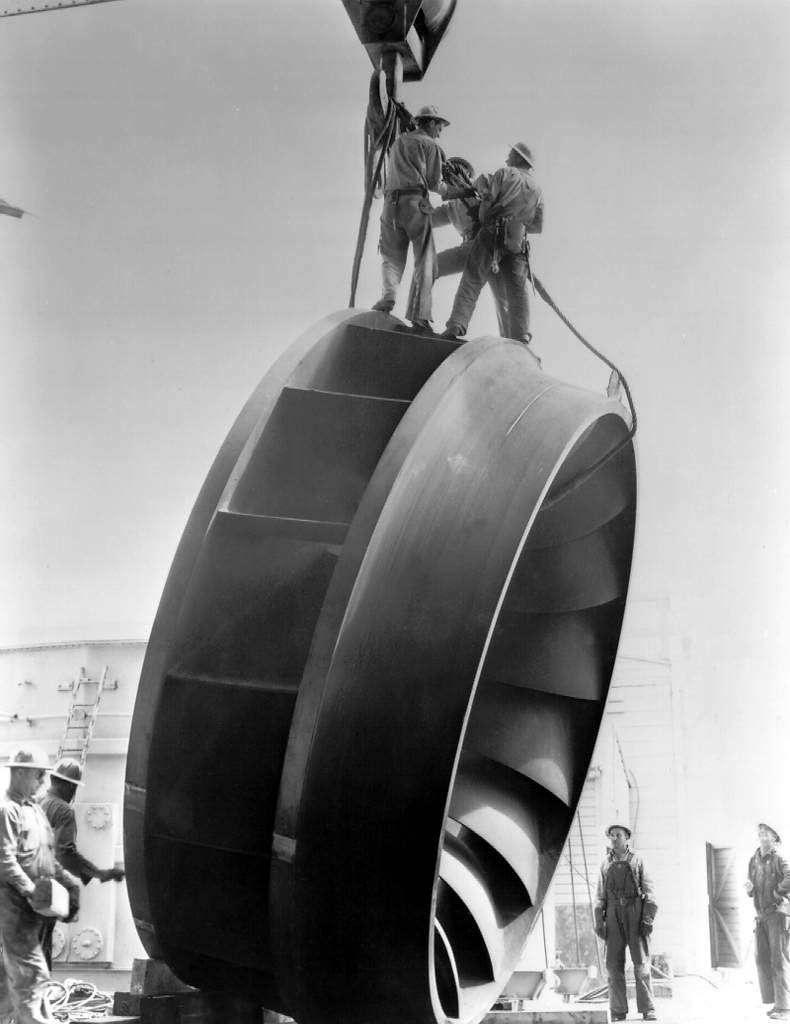
Rodete de una turbina Francis, Presa Grand Coulee.
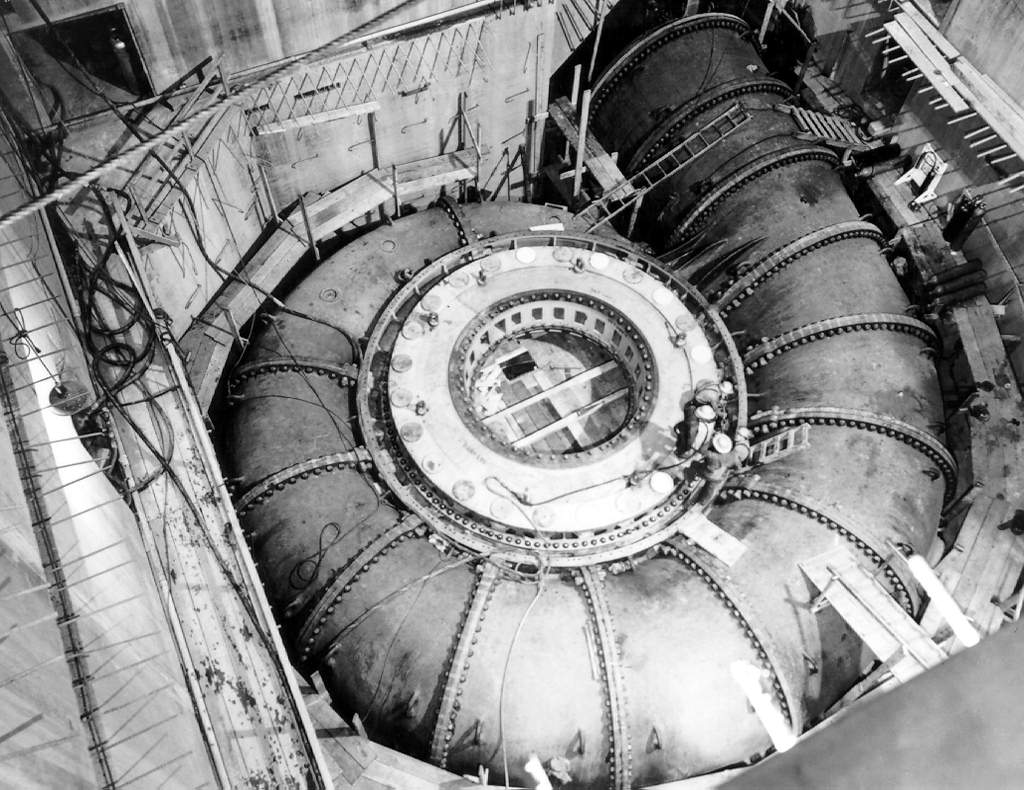
Espiral de entrada de una turbina Francis, Presa Grand Coulee.

## Aplicaciones
Se utilizan para producción de electricidad. Las grandes turbinas Francis se diseñan de forma individual para cada aprovechamiento hidroeléctrico, a efectos de lograr el máximo rendimiento posible, habitualmente más del 90%. Son muy costosas de diseñar, fabricar e instalar, pero pueden funcionar durante décadas.
También pueden utilizarse para el bombeo y almacenamiento hidroeléctrico, utilizando dos embalses, uno a cota superior y otro inferior (contraembalse); el embalse superior se llena mediante la turbina (en este caso funcionando como bomba) durante los períodos de baja demanda eléctrica, y luego se usa como turbina para generar energía durante los períodos de alta demanda eléctrica.
Se fabrican microturbinas Francis baratas para la producción individual de energía para saltos menores de 52 metros.

## Ventajas y desventajas

### Ventajas de la turbina Francis
- Su diseño hidrodinámico permite bajas perdidas hidráulicas, por lo cual se garantiza un alto rendimiento.
- Su diseño es robusto, con lo que se obtienen décadas de uso bajo un costo de mantenimiento menor con respecto a otras turbinas.
- Sus pequeñas dimensiones, con lo que la turbina puede ser instalada en espacios con limitaciones físicas, permiten altas velocidades de giro.
- Gracias a la tecnología y a nuevos materiales, las nuevas turbinas requieren cada vez menos mantenimiento.[1]

### Desventajas
- Su diseño no está recomendado para alturas mayores de 800 m, por las presiones existentes en los sellos de la turbina.
- Hay que controlar el comportamiento de la cavitación.
- No es la mejor opción para utilizar frente a grandes variaciones de caudal debido a que el rendimiento cae al disminuir el caudal de diseño, por lo que se debe tratar de mantener un flujo de caudal constante previsto, antes de la instalación.[2]